# ランス＝オ＝クレア
ランス＝オ＝クレア（L'Anse-au-Clair）は、カナダのニューファンドランド・ラブラドール州ラブラドール地方にある町。ケベック州との州境から約3km、州道510号線沿いにある。18世紀初頭、フランス人入植者によってつくられた。

## 地理
町は、ケベック州のブラン＝サブロンから約5km離れている。ランス＝オ＝クレアはセントローレンス湾とベルアイル海峡に面している。

## 歴史
18世紀初頭、フランス人入植者がこの地を定住地とした際の名称はサン＝クレール（Saint-Clair）であった。
19世紀に入り、ジャージー島を含むチャンネル諸島出身の漁民たちが、村落とケベック州境との間にあるランス・オ・コタール（L'Anse au Cotard）に定住した。今日も、ジャージー島出身者の住宅の基礎が残っている。